# Ambrosiano O 39 sup.

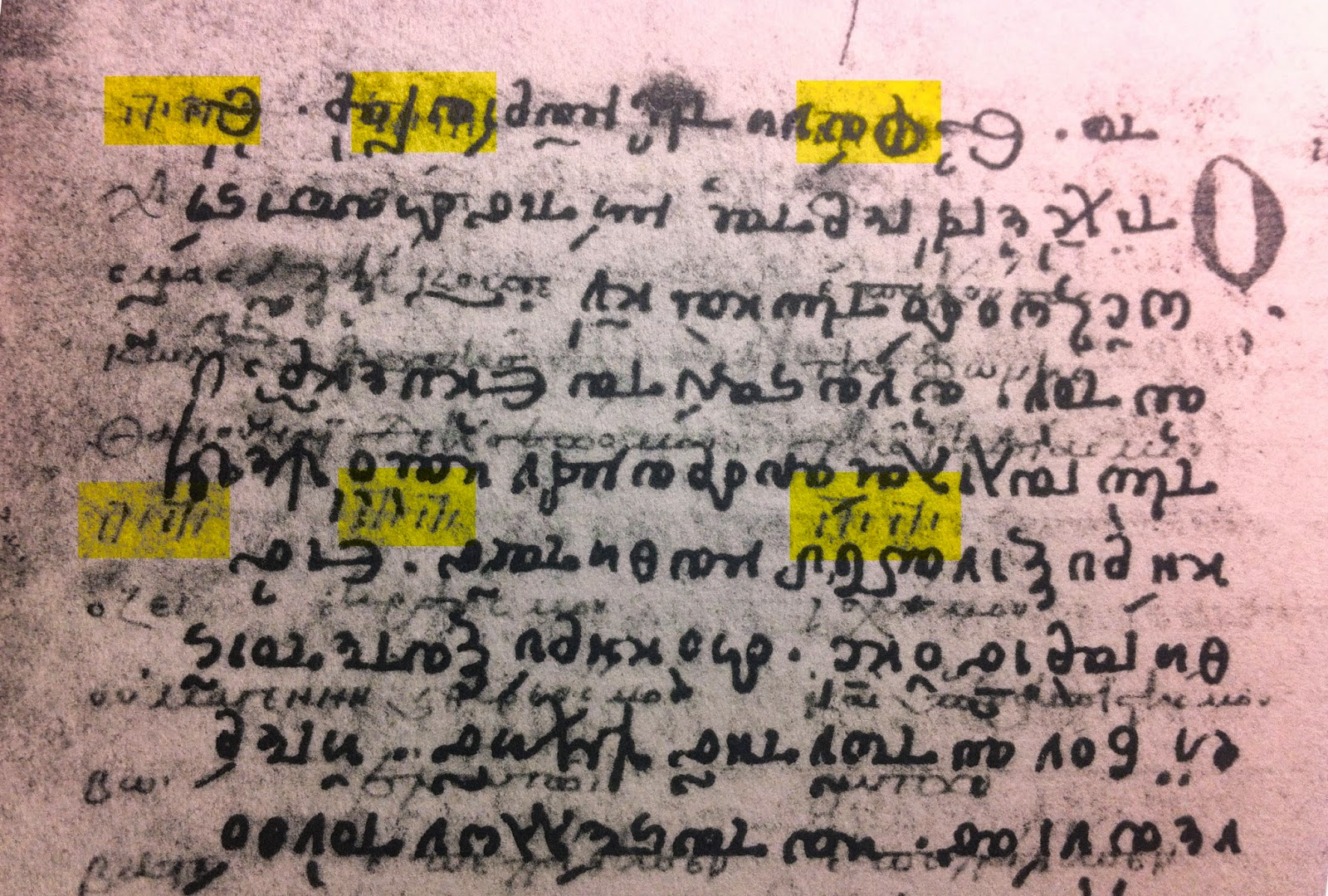
Présence du nom YHWH dans le Ambrosiano O 39 sup.

L'Ambrosianus O 39 sup. - est un manuscrit des Hexaples d'Origène daté de la fin du IXe siècle de notre ère, écrit sous forme de codex. Ce manuscrit est un palimpseste. Le manuscrit est désigné par le numéro 1098 dans la liste des manuscrits de la septante comme la classification d'Alfred Rahlfs.

## Description
Le palimpseste contient environ 150 versets des Psaumes.
Le codex est écrit à cinq colonnes par page. Contrairement aux autres parties des Hexaples, il ne contient pas de colonne écrite en langue hébraïque. La première colonne est une translittération séquentielle du texte hébreu en alphabet grec, la deuxième est probablement la traduction d'Aquila, la troisième est celle de Symmachus, la quatrième contient le texte de la Septante et la cinquième colonne contient la version grecque dite Quinta.

### Tétragramme
C'est le dernier manuscrit connu qui contient le texte de la Septante avec un traitement particulier pour le tétragramme. Le tétragramme se présente en caractères hébreux carrés dans les cinq colonnes aux endroits suivants du Livre des Psaumes: 18:30, 31, 41, 46; 28:6,7,8; 29:1 (x2), 2 (x2), 3 (x2); 30:1, 2, 4, 7, 8, 10, 10, 12; 31:1, 5, 6, 9, 21, 23 (x2), 24; 32:10, 11; 35:1, 22, 24, 27; 36:5; 46:7, 8, 11; 89:49 (dans les colonnes 1, 2 et 4), 51, 52.

## Histoire
Un fac-similé et une transcription textuelle ont été publiés en 1958 par Giovanni Mercati dans une publication intitulée Psalterii Hexapli Reliquiae... Pars prima. Codex Rescriptus Bybliothecae Ambrosianae O 39 sup. Phototypice Expressus et Transcriptus.

## Localisation réelle
Le manuscrit est conservé à la Biblioteca Ambrosiana, située à Milan (O. 39 sup.).